# Javier Torres Maldonado
José Javier Torres Maldonado (Chetumal, 1968) è un compositore messicano naturalizzato italiano di opere per orchestra, da camera, vocali ed elettroacustiche.

## Biografia
Ha studiato violino e composizione presso il Conservatorio Nazionale di Musica di Città del Messico e più tardi, ha studiato composizione presso il Conservatorio Giuseppe Verdi di Milano, sotto la guida di Sandro Gorli e Alessandro Solbiati, perfezionandosi contemporaneamente con Franco Donatoni, Azio Corghi (Accademia Nazionale di Santa Cecilia, Accademia Chigiana) e Ivan Fedele (Conservatorio di Strasburgo). Nel 2003 si è diplomato in musica elettronica presso il Conservatorio di Milano e nel 2004 ha partecipato allo Stage di composizione e informatica musicale presso l'IRCAM di Parigi.
È stato vincitore di numerose competizioni nazionali e internazionali, fra cui Queen Elisabeth Competition(2005, Bruxelles), Mozart (Mozarteum, 1997 e 2000), Regina Maria José (2000, Ginevra), GRAME (2006, Lione), Alfredo Casella (2001, Siena), Ad Referendum II (1999, Società di Musica Contemporanea di Quebec), "Prix des Musiciens" (1999, "Forum 98", Università di Montréal, UNESCO, Nouvel Ensemble Moderne), Ibermúsicas (Organizzazione degli Stati Iberoamericani, 2016), Da Capo (Biennale di Brandeburgo, 2012.) Ha composto diverse delle sue opere significative in qualità di “artist in residence”, collaborando con importanti istituti europei per l'acustica e la ricerca nel campo delle nuove tecnologie applicate alla musica, quali i centri nazionale di creazione musicale GRAME di Lione, SEM (Mozarteum Salisburgo), La muse en Circuit di Parigi, CIRM di Nizza.
Ha ricevuto numerose commissioni da istituzioni prestigiose quali Mozarteum di Salisburgo, Klangforum di Vienna, Fondazione Ernst von Siemens (Germania), Biennale di Venezia, Biennale "Musiques en Scène" di Lione, Quartetto Arditti.
Residente a Milano dal 1996, è stato titolare della cattedra di musica elettronica presso i conservatori di Alessandria (2003-2007), Milano (2007-2010), Parma (2007-2022), per poi ritornare a insegnare composizione elettroacustica a Milano dov'è tuttora docente. Svolge un'intensa attività pedagogica in diverse istituzioni in Europa e in America. Nel 2015 è stato nominato alla Cattedra “Manuel de Falla” in Spagna, per la quale ha tenuto masterclass e seminari presso il Conservatorio Superiore "Manuel Castillo" di Siviglia.

## Stile
Nella maggior parte delle sue opere, Torres Maldonado esplora maniere personali di organizzare il tempo e lo spazio. Per esempio, nel suo brano per ensemble e dispositivo elettroacustico De ignoto cantu (2004), il compositore presenta diverse linee melodiche le quali, nonostante la loro complessità, in realtà derivano dalla stessa matrice composta da pochi elementi. Ogni linea melodica percorre frammenti di campi armonici orizzontalmente consonanti a livello spettrale, ma la sovrapposizione verticale degli intervalli, la varietà e la mancata isoritmia determinano in certi momenti un effetto di dissonanza armonica e temporale. L'utilizzo dei campi armonici associati a diversi livelli di organizzazione della velocità della pulsazione metronomica o a modulazioni metriche è una procedura spesso utilizzata dal compositore per produrre un effetto sonoro analogo a quello della distorsione per riflessione, "quasi come una lente che ruotando permette una visione ora sfocata e ora nitida di un paesaggio".
A proposito del ciclo di tre pezzi Figuralmusik (1996-1998), il compositore dichiara: "esso ha origine nel fascino che ho sempre sperimentato per le illusioni percettive, tradotte in oggetti impossibili nella realtà fisica e, soprattutto, per le favolose tecniche di sovrapposizione di piani e prospettive diverse, presenti nelle opere di Piranesi e M. C. Escher". Secondo la musicologa Beth E. Levy, a volte Torres Maldonado utilizza queste tecniche compositive per proporre all'ascoltatore un chiaro messaggio politico o sociale, come succede nel caso di una delle sue opere più conosciute: Exabrupto (1998), per tre gruppi strumentali, un pianista e un percussionista. In questo brano il compositore utilizza complesse transizioni nel tempo e nello spazio, rotture improvvise della forma, polimetrie e modulazioni metriche come tributo alla memoria dei 50 indigeni messicani assassinati ad Acteal, Chiapas, in 1998.